# Memorial Day

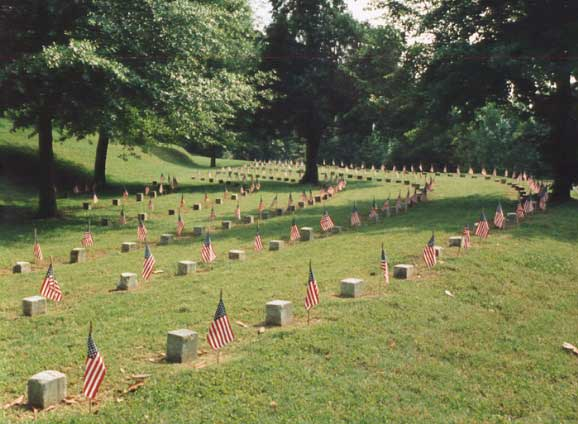
Vlaggetjes op de graven van de Nationale Begraafplaats in Vicksburg

Memorial Day is een Amerikaanse feest- en gedenkdag, gehouden op de laatste maandag in mei, waarop de overleden Amerikaanse militairen herdacht worden.
De gedenkdag begon na de Amerikaanse Burgeroorlog om de doden die voor de Unie stierven tussen 1861 en 1865 te eren. New York was in 1873 de eerste staat waar de dag een officieel karakter kreeg. Na de Eerste Wereldoorlog werd de herdenking uitgebreid om allen die voor hun land het leven hebben gelaten in militaire dienst te herdenken. De precieze geschiedenis over het ontstaan van deze herdenkingsdag is onduidelijk. Algemeen aangenomen wordt dat een eerste viering plaatsvond in 1868, toen nog Decoration Day geheten omdat de graven van de gevallenen met bloemen gedecoreerd werden.
Traditioneel vindt de nationale herdenking plaats op Arlington National Cemetery nabij Washington D.C. Ook is het de gewoonte om de vlag halfstok te hangen vanaf zonsopkomst tot 12 uur in de middag. Veel Amerikanen bezoeken een van de Nationale Begraafplaatsen waar oorlogsdoden liggen. Ook worden de graven vaak van een klein Amerikaans vlaggetje voorzien. Zo plaatsen 1200 soldaten van het 3rd US Infantry, ook wel The Old Guard, vlaggetjes op alle, ruim 260.000, graven op Arlington en voeren vervolgens een 24-uurspatrouille uit op de begraafplaats.
In Nederland worden de doden herdacht op de Netherlands American Cemetery and Memorial in Margraten. In België gebeurt dit op het Flanders Field American Cemetery and Memorial in Waregem, en in Frankrijk wordt “Memorial day” op de Amerikaanse begraafplaats in Romagne-sous-Montfaucon herdacht, waar Amerikaanse gevechtsvliegtuigen als hulde over vliegen.
Memorial Day wordt ook wel gezien als het onofficiële begin van het zomerseizoen en er worden vaak sportieve evenementen georganiseerd rondom Memorial Day, zoals de jaarlijkse Indianapolis 500 autorace.

## Geschiedenis
Vele steden in de Verenigde Staten claimen de titel "Birthplace of Memorial Day" waaronder Boalsburg in de staat Pennsylvania, Waterloo in de staat New York, Charleston in de staat South Carolina, Carbondale in de staat Illinois, Columbus in de staat Mississippi en nog vele anderen.
Een van de oudste verhalen over het ontstaan is afkomstig uit Boalsburg, een plaatsje in Midden-Pennsylvania. In oktober 1864 plukten Emma Hunter en haar vriendin Sophie Keller bloemen om het graf op te luisteren van Dr. Reuben Hunter, de vader van Emma. Hunter was overleden aan gele koorts tijdens zijn werk in een militair ziekenhuis in Baltimore. Onderweg naar de begraafplaats ontmoetten zij Elizabeth Meyers, wier zoon Amos was gesneuveld op de derde dag van de Slag bij Gettysburg. Meyers sloot zich bij het tweetal aan en gezamenlijk verfraaiden zij beide graven. Daarna besloten zij het volgend jaar terug te komen en dan niet enkel voor beide graven, maar ook die van andere gesneuvelden voor wie geen nabestaanden waren om hun herinnering in ere te houden. Bij het bespreken van de plannen met anderen werd besloten er een dorpsaangelegenheid van te maken op de nationale feestdag, de 4th of July. Aldus werd op 4 juli 1865 elk graf getooid met bloemen en vlaggen en het werd vervolgens een jaarlijks terugkerend evenement.
Een andere verklaring omtrent het ontstaan van Memorial Day betreft de herbegraving in 1865 door bevrijde slaven in Charleston, South Carolina, van overleden krijgsgevangen van de Unie vanuit een massagraf naar individuele graven. Naar verluidt zouden zij drie jaar later zijn teruggekeerd om ter herinnering de graven te verfraaien.
Op 25 april 1866 kwam in Columbus, Mississippi, een aantal vrouwen bijeen om de graven van gesneuvelde soldaten op te luisteren. Vier dagen later hield ex-generaal John A. Logan een toespraak bij een herdenkingsevenement te Carbondale, Illinois. Logan, een vooraanstaand voorvechter voor de herinneringsdag, was de national commander van de Grand Army of the Republic, een grote organisatie van veteranen van de Union.
Op 5 mei 1868 werd een herinneringsdag gehouden in Waterloo, New York. Toen een plaatselijke notabele, generaal John Murray, hem daarover inlichtte, riep Logan op tot de invoering van een landelijke jaarlijkse "Decoration Day". Als datum koos Logan 30 mei, een dag die met geen van de vele veldslagen uit de Burgeroorlog verband hield. In het Noorden vond de nieuwe herdenkingsdag snel veel naleving, anders dan in het Zuiden, waar nog veel ressentiment heerste jegens de Noordelijke overwinning. Meerdere staten stelden eigen dagen vast voor het eren van de gesneuvelden van de Confederatie.
In mei 1966, werd door president Johnson de titel "Birthplace of Memorial Day" toegekend aan Waterloo, NY.
Aanvankelijk werd de dag niet gevierd in de Zuidelijke Staten. In 1882 werd de benaming "Memorial Day" voor het eerst gebruikt, maar pas na de Tweede Wereldoorlog werd ze algemeen gangbaar. De dag richtte zich op de herinnering aan de Burgeroorlog tot kort na de Eerste Wereldoorlog, toen de aandacht verruimd werd naar alle gevallen Amerikanen in alle oorlogen. Na deze uitbreiding werd de dag ook steeds vaker gevierd in de Zuidelijke Staten.